# Antonio Márquez (calciatore)
Antonio Márquez, spesso citato solo come A. Márquez (fl. XX secolo), è stato un calciatore argentino, di ruolo attaccante.

## Caratteristiche tecniche
Giocava come interno, sia sul lato sinistro del campo che su quello destro.

## Carriera

### Club
Márquez entrò a far parte della rosa del Porteño nei primi anni 1910; è sicuro che vi disputò almeno due campionati, quello del 1911 e quello del 1912 organizzato dalla Federación Argentina de Football. In entrambi fu titolare della squadra negli spareggi decisivi per l'assegnazione del titolo; il Porteño perse contro l'Alumni (2-1) nel 1911 e vinse con l'Independiente (1-1, l'incontro fu sospeso dopo intemperanze dei giocatori dell'Independiente e la vittoria fu assegnata al Porteño dalla FAF).

### Nazionale
Márquez giocò un'unica gara con la Nazionale argentina, il 22 settembre 1912 a Buenos Aires contro l'Uruguay. In quell'occasione la selezione albiceleste fu composta esclusivamente da giocatori di squadre appartenenti alla FAF; Márquez fu uno dei 9 debuttanti di quella formazione, mentre i compagni di squadra Juan Rithner (portiere) e Antonio Piaggio (centravanti) raggiunsero la terza presenza.

## Statistiche

### Cronologia presenze e reti in nazionale
| Cronologia completa delle presenze e delle reti in nazionale ― Argentina | Cronologia completa delle presenze e delle reti in nazionale ― Argentina | Cronologia completa delle presenze e delle reti in nazionale ― Argentina | Cronologia completa delle presenze e delle reti in nazionale ― Argentina | Cronologia completa delle presenze e delle reti in nazionale ― Argentina | Cronologia completa delle presenze e delle reti in nazionale ― Argentina | Cronologia completa delle presenze e delle reti in nazionale ― Argentina | Cronologia completa delle presenze e delle reti in nazionale ― Argentina |
| Data                                                                     | Città                                                                    | In casa                                                                  | Risultato                                                                | Ospiti                                                                   | Competizione                                                             | Reti                                                                     | Note                                                                     |
| ------------------------------------------------------------------------ | ------------------------------------------------------------------------ | ------------------------------------------------------------------------ | ------------------------------------------------------------------------ | ------------------------------------------------------------------------ | ------------------------------------------------------------------------ | ------------------------------------------------------------------------ | ------------------------------------------------------------------------ |
| 22/09/1912                                                               | Buenos Aires                                                             | Argentina                                                                | 0 – 1                                                                    | Uruguay                                                                  | Copa Gran Premio de Honor Uruguayo                                       | 0                                                                        |                                                                          |
| Totale                                                                   |                                                                          | Presenze                                                                 | 1                                                                        |                                                                          | Reti                                                                     | 0                                                                        |                                                                          |

## Palmarès

### Club

#### Competizioni nazionali
- Primera División (FAF): 1

Porteño: 1912